# منتخب الصين لكرة الأرض للرجال
منتخب الصين لكرة الأرض للرجال هو ممثل الصين الرسمي في المنافسات الدولية في كرة الأرض
.